# Trattato Burney
Il trattato Burney fu stipulato a Bangkok tra il Regno del Siam, l'odierna Thailandia, ed il Regno Unito di Gran Bretagna e Irlanda il 20 giugno 1826. I firmatari furono Henry Burney, rappresentante della Compagnia britannica delle Indie Orientali, ed il re Rama III del Siam.

## Premesse
La vittoria dei thai sui birmani nella guerra dei nove eserciti del 1785-1786 indusse i vicini sultanati malesi di Kedah, Perlis, Kelantan e Terengganu a sottomettersi al Siam diventandone vassalli. Il sultano di Kedah durante il conflitto fece atto di sottomissione sia ai thai che ai birmani, ma nello stesso periodo cedette alla Compagnia britannica delle Indie Orientali l'isola di Penang, nel tentativo di ottenere la protezione degli inglesi in funzione anti siamese e anti birmana. Tale accordo fu formalizzato nel 1791, 5 anni dopo che i britannici avevano preso possesso dell'isola. I siamesi invasero Kedah nel 1821, riprendendone il controllo; i britannici, che avevano promesso protezione al sultano di Kedah, si astennero dall'intervenire.
Nel 1822, l'altro rappresentante britannico John Crawfurd aveva incontrato re Rama II per trovare un accordo sui sultanati ai confini tra Siam e Malesia. Questa missione non aveva avuto successo ma aveva rappresentato il primo passo tra thai e britannici per gli accordi che seguirono. Il trattato Burney fu preceduto da un altro trattato del 24 febbraio 1826, con il quale il Siam aveva stretto un'alleanza militare con i britannici contro la Birmania, retta in quel periodo dai sovrani della dinastia Konbaung, nel quadro della prima guerra anglo-birmana. I birmani erano gli storici rivali dei siamesi ed avevano posto fine al glorioso Regno di Ayutthaya distruggendone la capitale nel 1767.

## Trattato
Il trattato Burney riconobbe le rivendicazioni thai sugli Stati malesi di Kedah, Kelantan, Perlis e Terengganu, che sarebbero diventati in seguito i cosiddetti "Stati malesi non federati". I siamesi riconobbero invece ai britannici il possesso di Penang e il diritto di commerciare in Kelantan e Terengganu senza intromissioni del governo di Bangkok. Concedettero inoltre l'indipendenza al sultanato di Perak Il controllo siamese di Kedah fu ratificato con il trattato Burney dai britannici, che mantennero quindi il controllo di Penang.
Il trattato regolamentava inoltre i rapporti commerciali tra britannici e siamesi e i diritti e doveri dei cittadini di ognuno dei due Paesi che si trovassero nell'altro Paese. Gli Stati malesi non furono rappresentati durante i negoziati che portarono alla firma del trattato.

## Sviluppi successivi
I rapporti commerciali tra britannici e thai nell'intera regione sarebbero stati mutati con il trattato Bowring, siglato da re Mongkut (Rama IV) il 18 aprile 1855, con cui venivano liberalizzati gli scambi tra i due Stati e concesso il diritto di extraterritorialità ai cittadini britannici in suolo siamese.
Nel 1909 fu firmato un nuovo trattato che annullava le spartizioni territoriali del trattato Burney tra siamesi e britannici, assegnando a questi ultimi il controllo dei quattro sultanati malesi.